# Змијокори хозое јавор
Змијокори хозое јавор (Acer capillipes Maxim.) припада роду јавора (Acer што је назив за јавор код старих Римљана изведен из придева acer, acris = оштар због зашиљених режњева листа), а епитет значи танке стопе (capillus = влас и pes = стопало) због танких дршки плодних скупина. На јапанском овај јавор се зове хозоекаеде (ホソエカエデ), а на енглеском говорном подручју знан је као Kyushu Maple или Red Snakebark Maple и спада у групу такозваних змијокорих (Snakebark) јавора којима је главна карактеристика кора са уздужним белим линијама.

## Опис врсте
Мало округласто листопадно дрво које у природи нарасте до висине од 10-15 m, у ретким случајевима и до 20 m. Најчешће се грана у вишеструко стабло врло ниско, тик изнад земље. Дугачке, витке, радијално постављене гране формирају релативно прозрачну круну у облику вазе. Корен је плитак и широко распрострт. Карактеристична кора по којој је овај јавор и добио име је релативно глатка, маслинасто зелена са беличастим уздужним шарама и попречним рђасто црвенкастим лентицелама. Временом на стаблу не долази до дебљања мртве коре него она остаје танка као на гранама што по неким ауторима утиче на животни век врсте. Вршне гранчице су глатке и црвенкасте.
Листови су 10-15 cm дуги, 6-12 cm широки, трорежњевити, при чему је средњи режањ много већи од бочних. Понекад постоји још један пар једва приметних режњева. Врхови режњева су издужени и оштри. Ивице листа су двоструко назубљене, а нерватура изражена. Дршка листа 4-8 cm, глатка, црвенкаста. Млади листови су црвенкасти, током лета су мат или умерено сјајни зелени док у јесен добијају светло жуту, наранџасту и црвену боју.
Ситни (8 mm), беличастозелени петочлани цветови јављају се у априлу у 8-10 cm дугим гроздастим цвастима које су у почетку усправне, а после висеће. Једнодома је биљка, а мушки и женски цветови су у различитим цвастима.
Плод шизокарпијум од две крилате орашице, 20 mm дуге, које међусобно заклапају угао од 120 степени. Плодник је округласт до 5 mm у пречнику, а крилца су на врху заобљена.

## Ареал
Порекло су му планинска подручја Јапана централни и јужни делови острва Хоншу (префектура Фукушима), Кјушу и Шикоку, где расте дуж обала потока.

## Биоеколошке карактеристике
Хелиофилна врста која се у подручјима са жарким летима боље развија у полусенци. Добро расте на средње влажним, дренираним земљиштима киселе реакције. Подноси зимске температуре до -25 °C.

## Значај
Примењује се као украсна врста због интересантне коре и колоритних листова у јесен. Обично се у расаднику формира тако да има више стабала (multi-stem tree) да би атрактивна кора била уочљивија. Нема посебних захтева и релативно се лако узгаја па је добар за окућнице због мањих димензија. Често се узгаја и у форми бонсаија. Код нас готово непознат, у новије време имају га неки расадници; заслужује ширу примену.

## Размножавање
Acer capillipes се релативно лако размножава генеративно што је ретко за јаворе који обично имају физиолошку или двоструку дормантност. После 21 дан на филтер папиру исклијало је 8% без претходног третмана, а после тридесетодневне стратификације у перлиту исклијало је 94%, чак и петнаестодневна стратификација дала је 80% исклијалих зрна.